# Gantogram
Gantogram je organizacijski pripomoček, ki poenostavi pregled nad izvajanji dela pri delovnem procesu (npr. popravilo računalnika). Posamezne delovne faze (npr. sestavljanje, razstavljanje nečesa ali nekoga) umeščamo v časovno logično zaporedje. Razvidno je tudi, kako dolgo neka faza poteka in kakšna delovna sredstva (kladivo, žaga, ...) potrebujemo pri delu v fazi.
Gantogram je operacijsko tehnično orodje izvedbene dokumentacije vsakega projekta, ki je časovno omejen.

## Zgodovina organizacije dela
Začetek razvoja organizacije dela, sega v pradavnino, v čas, ko je bilo skupno delo nekega plemena ljudi še relativno preprosto organizirati in nadzorovati. Kasneje skozi zgodovino, se pojavljajo različni tipi oblasti in oblike družbenega združevanja za dosego ciljev. Značilno za obdobje pred 19. stoletjem je, da ni bilo sistematičnega zbiranja podatkov in metod, ampak je bolj ali manj vsak »dvorni« ali kakšen drugi organizator, določal pravila sam in po svojem občutku.
Po 1. svetovni vojni se je pričel razvoj organizacije dela tudi v za to ustanovljenih združenjih, tovarniških oddelkih za študij dela ter na univerzah in inštitutih. Iz teh proučevanj so se rodile šole ali sistemi organizacije dela. 
REFA (Reichsausschuss fur Arbeitszeitermittlung) se je leta 1924 osnovala kot državna komisija za študij časa v nemški industriji. Leta 1936 se je preimenovala v Reichsausschuss fur Arbeitsstudien. Iz prvotnega cilja, ki je obsegal le študij časa, so takrat razširili svoje proučevanje tudi na oblikovanje in vrednotenje dela. Do danes je REFA razvila vrsto metod študija dela in je postala ena vplivnejših šol organizacije dela v svetu.
Mednarodna organizacija dela (ILO) je bila ustanovljena leta 1919 v Parizu pod okriljem novonastalega Društva narodov. Sedež ima v Ženevi. Naloge sistema so zviševanje proizvodnosti dela, izboljševanje organizacije dela, študij in oblikovanje dela ter poučevanje študija dela. Posebno pozornost posvečajo pomoči nerazvitim članicam te mednarodne skupnosti.
Sistem BTE (Bureau des Temps Elementaires) se je pričel razvijati v Franciji (1938, Pariz) z nalogo, da poenoti metode analize in študija dela za potrebe industrije, ter skrbi tudi za izobraževanje strokovnjakov za organizacijo dela.
Na področju Filadelfije (1934-1938, ZDA) se je razvil prvi sistem 'vnaprej določenih časov' - Work Factor (WF). Razvili so objektivni sistem določevanja časov za osnovne elemente dela. Časovne vrednosti so ugotavljali v več vejah industrijske dejavnosti s filmsko kamero. Izdelali so zamotan način ocenjevanja porabe časa za posamezne vrste del, ki omogoča ob doslednem spoštovanju načel oblikovanja dela in delovnega mesta, zelo zanesljive norme. Kasneje so osnovni postopek poenostavili in danes pozna WF štiri različne postopke za določanje delovnih časov: osnovni, poenostavljeni, hitri in kratki.

## Razvoj študija dela in pojav gantograma
Proti koncu 19. in v začetku 20. stoletja je v ZDA deloval eden od najpomembnejših mož iz zgodovine organizacije dela - Frederick Winston Taylor. Bil je prvi, ki je preizkusil znanstveni pristop k študiju dela. Delo je razdelil na elemente in proučeval vsakega posebej. Henry Ford (1863 - 1947) je bil Taylorjev sodobnik. Kot lastnik tovarn in poslovnež je hitro spoznal pomen racionalnega, če ne kar znanstvenega pristopa k poenostavljanju dela na poti do večjih učinkov in dobičkov. Njegov izum je delo na tekočem traku, kjer je delo razčlenil in razdelil tako, da je posamezen delavec opravljal le en gib. Med njegove uspehe sodi tudi zavestno normiranje dela in tipiziranje orodja, standardizacija surovin, kar vseh proizvodov, temeljita priprava proizvodnje, podroben nadzor proizvodnje in uvajanje mehanizacije in avtomatizacije. Še v času Taylorjevega življenja so mnogi znanstveniki sledili njegovim zamislim, jih izboljševali in izpopolnili. Takšen je bil tudi Henry Gantt, ki se je leta 1887 pridružil Taylorju pri nekaterih njegovih študijah. Za razliko od Taylorja je Gantt pokazal več občutka in zanimanja za delavce. Razvil je poseben način nagrajevanja, pri katerem je delavec dobil poseben bonus, če je dosegel predvideni dnevni učinek, če pa tega ni mogel storiti, ni bil kaznovan, temveč je dobil zagotovljeno plačo. Z uvedbo tega sistema je storilnost porasla, zato je bil Gantt prepričan o vrednosti svojih moralnih načel. Razvil je tudi poseben grafični način spremljanja dnevnih učinkov, ki je postal znan kot gantogram in je omogočal učinkovit in preprost nadzor nad proizvodnjo. Posledice teh dognanj so izzvale revolucionaren odziv na trgu izdelkov. Leta 1903 je obstajalo 3000 podjetij, ki so se ukvarjala s proizvodnjo avtomobilov. Leta 1930 jih je bilo le še okoli 30. Racionalizacija proizvodnje je pomenila več proivedenih avtomobilov na časovno enoto. Ponudba na trgu se je drastično povečala in le najboljši proizvajalci so na koncu lahko prodajali po najnižjih cenah. Pri tem pa so jim pomagala sredstva vložena v organizacijo dela.